# 1904년 하계 올림픽 사이클 남자 2mi
1904년 하계 올림픽 사이클 남자 2mi은 미국 세인트루이스에서 개최된 1904년 하계 올림픽 사이클의 세부 종목이다. 8월 3일에 1개국에서 13명의 선수가 참가하였다. 프랜시스 필드에서 2마일의 거리로 경기가 진행되었다.

## 경기장
| 도시         | 경기장        | 원어명        | 비고    |
| ------------ | ------------- | ------------- | ------- |
| 세인트루이스 |               |               | 전 종목 |
| 세인트루이스 | 프랜시스 필드 | Francis Field | 전 종목 |

## 경기 결과
| 순위 | 선수              | 기록   |
| ---- | ----------------- | ------ |
| 1    | 버튼 다우닝 (USA) | 4:57.8 |
| 2    | 오스카 조크 (USA) |        |
| 3    | 마커스 헐리 (USA) |        |
| 4    | 테디 빌링턴 (USA) |        |
| 5-13 | 찰스 슬리 (USA)   |        |
| 5-13 | 불명 (USA)        |        |
| 5-13 | 불명 (USA)        |        |
| 5-13 | 불명 (USA)        |        |
| 5-13 | 불명 (USA)        |        |
| 5-13 | 불명 (USA)        |        |
| 5-13 | 불명 (USA)        |        |
| 5-13 | 불명 (USA)        |        |
| 5-13 | 불명 (USA)        |        |

## 메달리스트
| 종목 | 금                 | 은                 | 동                 |
| ---- | ------------------ | ------------------ | ------------------ |
| 2mi  | 버튼 다우닝 · 미국 | 오스카 조크 · 미국 | 마커스 헐리 · 미국 |

## 참고 문헌
- 국제 올림픽 위원회 - 1904년 하계 올림픽 트랙 사이클 경기 결과 (영어)
- (영어) George Seymour Lyon - Olympic Individual gold medal winner 1904
- (폴란드어) Pawel, Wudarski (1999). “Wyniki Igrzysk Olimpijskich”. 2008년 10월 14일에 원본 문서에서 보존된 문서. 2006년 12월 17일에 확인함.
- (영어) “Cycling at the 1904 St. Louis Summer Games: Men's 2 mile”. sports-reference.com. 2012년 11월 14일에 원본 문서에서 보존된 문서. 2010년 8월 23일에 확인함.